# جونغ نام
جونغ نام (هانغل: 정남) هي ممثلة كورية جنوبية، ولدت في 30 يناير 1968.